# John Egerton (6e duc de Sutherland)
John Sutherland Egerton (10 mai 1915 – 21 septembre 2000), 6e duc de Sutherland, est un pair britannique qui porte le titre de courtoisie de vicomte Brackley jusqu'en 1944 avant de succéder au titre paternel de comte d'Ellesmere en 1944, puis d'hériter, en 1963, du titre de duc de Sutherland d'un cousin éloigné.

## Biographie

Armoiries d'Egerton

Héritier des terres familiales à travers la Grande-Bretagne, le duc est collectionneur d'art avec notamment la célèbre collection de la Maison d'Orléans.
Il étudie au collège d'Eton, avant de poursuivre ses études au Trinity College à Cambridge où il est reçu B.A. (Licencié ès lettres). Homme politique du Parti conservateur, en Écosse il est élu conseiller du comté de Berwickshire; il sert aussi comme lieutenant adjoint (D.L.).
Egerton n'a pas d'enfants et meurt à Mertoun House aux Marches écossaises, le 21 september 2000.